# Stâna de Vale

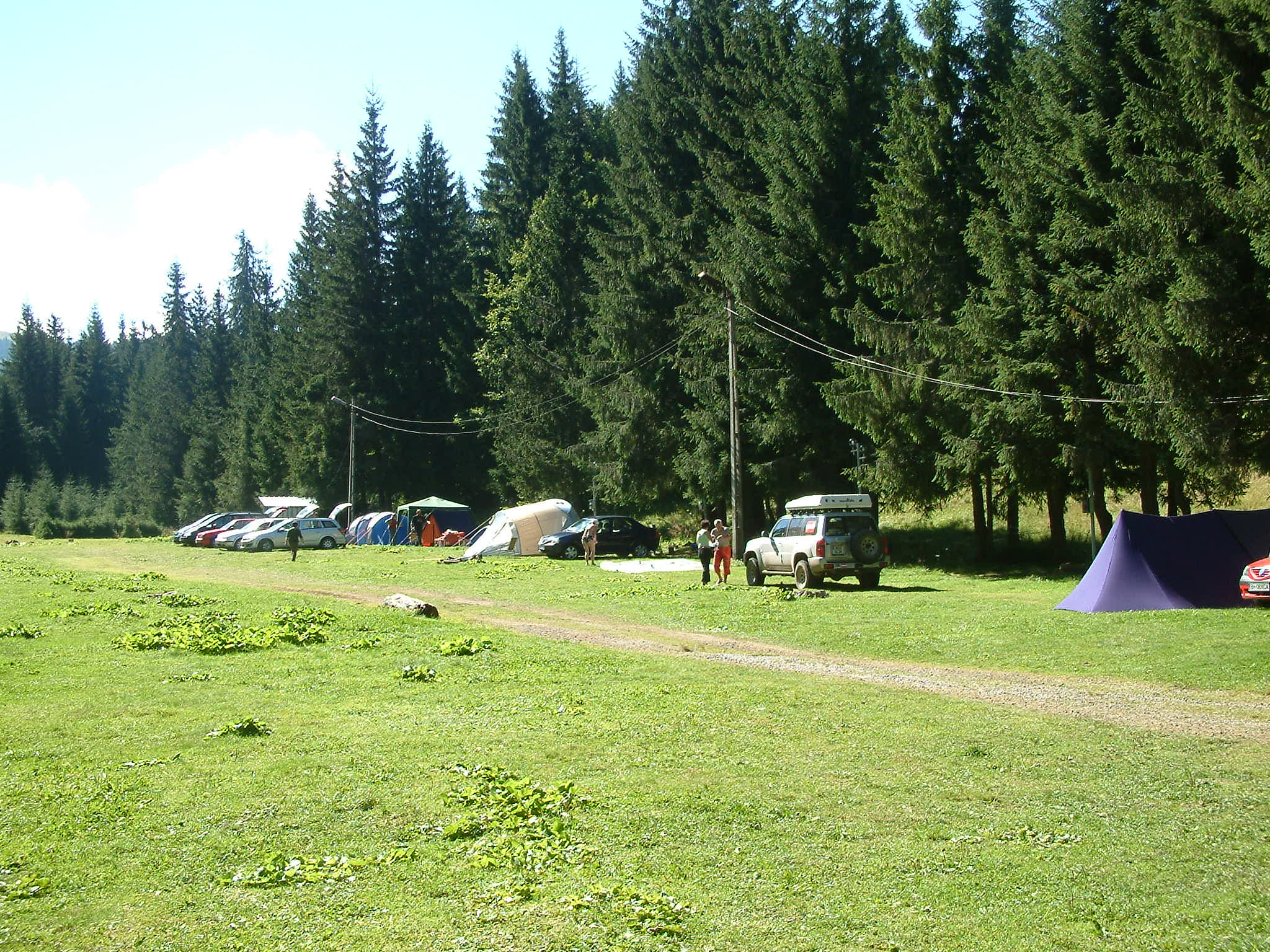
Camping la Stâna de Vale

Stâna de Vale este o stațiune de odihnă și tratament, situată în județul Bihor, aflată în componența comunei Budureasa, în Masivul Vlădeasa, la o altitudine de 1100 m.

## Transporturi
În anul 1932, prin efortul episcopului Valeriu Traian Frențiu, s-a construit o cale ferată cu ecartament îngust (98 cm) între halta Stâna de Vale/Valea Iadului și stațiunea Stâna de Vale, pe o lungime de 42 km. Pe această linie circula un tren și un autobus special. Se ușura în acest fel accesul la stațiunea Stâna de Vale. Stația terminus era în zona fostului hotelul „Excelsior” Stâna de Vale, proprietate a Episcopiei Unite de Oradea. În anul 1958, în urma unei viituri de primăvară cauzată de topirea bruscă a zăpezilor, calea ferată îngustă a fost puternic avariată, iar ROMSILVA a decis demontarea ei și construirea pe traseul respectiv a drumului forestier existent și astăzi.
Accesul auto se face din drumul național Oradea–Deva care trece prin Beiuș - aprox 85 km. Părăsind drumul național DN 76 și trecând prin localitatea Budureasa DJ 764A se ajunge la Stâna de Vale, parcurgând un drum cu serpentine - aproximativ 27 km.

## Factori de tratament
Principalii factori de tratament în Stâna de Vale, care atrag mii de turiști anual, sunt apele oligominerale și feruginoase, bioclimatul tonic, caracterizat prin presiune atmosferică scăzută, radiația solara intensă și ionizarea crescută a aerului. Tratamentele sunt pentru afecțiunile endocrine, nevroză astenică și afecțiunile căilor respiratorii. Printre cele mai solicitate tratamente locale se numară fitoterapia (băile cu plante), electroterapia, masajul, sauna și gimnastica medicală. Efecte dovedite în timp au fost observate în cazul hipotiroidiei benigne și în cazul bolii Basedow, în stadiile I și II. De asemenea, nevroza astenică, afecțiunile căilor respiratorii, stările de debilitate, surmenajul, rahitismul și tulburarile de creștere la copii sunt alte afecțiuni ameliorate aici. Există și contraindicatii în cazul unor boli acute, al hemoragiilor abundente repetate, al bolilor grave ale sângelui (leucemii, anemia pernicioasă etc.), parazitoze, boli venerice în stadiu contagios, boli infectocontagioase, tumori maligne, stări casectice, psihopatii sau epilepsie. De asemenea, stațiunea nu este recomandata femeilor însarcinate în luna a III-a, în sarcinile patologice în orice luna și nici mamelor în perioada de alăptare. Stațiunea se recomandă în tratamentul asteniilor, unor dereglări endocrine (hipertiroidism benign, boala Basedov incipienta, dupa tratamente cu medicamente), dereglarilor respiratorii (neuroza respiratorie), organismului slabit, suprasolicitarilor fizice și intelectuale, anemiilor, rahitismului și dereglarilor de crestere la copii.

## Obiective turistice
- Izvorul Minunilor
- Cascada Iadolina

Din Stâna de Vale încep trasee care duc spre :
- Peșterile Urșilor și Meziad
- Boga, Padiș și Cetățile Ponorului
- Valea Iadului și Peștera cu apă
- Coada lacului Leșu